# Gontaud-de-Nogaret
Pour les articles homonymes, voir Nogaret (homonymie).
Gontaud-de-Nogaret (Gontaut en gascon, prononcé Gountàwt lou Nougarétt ) est une commune du Sud-Ouest de la France, située dans le département de Lot-et-Garonne (région Nouvelle-Aquitaine).

## Géographie

### Localisation
Commune située sur l'ancienne route nationale 641 entre Puymiclan et Fauillet, et sur ligne Bordeaux-Saint-Jean - Sète-Ville accès gare de Gontaud-Fauguerolles (désormais inactive).

### Communes limitrophes
Les communes limitrophes sont  Agmé, Birac-sur-Trec, Fauguerolles, Fauillet, Hautesvignes, Longueville, Puymiclan et Varès.
| Birac-sur-Trec | Puymiclan          | Agmé         |
| Longueville    | Gontaud-de-Nogaret | Hautesvignes |
| Fauguerolles   | Fauillet           | Varès        |

### Climat
Pour des articles plus généraux, voir Climat de la Nouvelle-Aquitaine et Climat de Lot-et-Garonne.
Historiquement, la commune est exposée à un climat océanique aquitain.  
En 2020, Météo-France publie une typologie des climats de la France métropolitaine dans laquelle la commune est dans une zone de transition entre le climat océanique et le climat océanique altéré et est dans la région climatique Aquitaine, Gascogne, caractérisée par une pluviométrie abondante au printemps, modérée en automne, un faible ensoleillement au printemps, un été chaud (19,5 °C), des vents faibles, des brouillards fréquents en automne et en hiver et des orages fréquents en été (15 à 20 jours).
Pour la période 1971-2000, la température annuelle moyenne est de 13,2 °C, avec une amplitude thermique annuelle de 15,3 °C. Le cumul annuel moyen de précipitations est de 763 mm, avec 10,9 jours de précipitations en janvier et 6,5 jours en juillet. Pour la période 1991-2020, la température moyenne annuelle observée sur la station météorologique la plus proche, située sur la commune de Verteuil-d'Agenais à 10 km à vol d'oiseau, est de 13,8 °C et le cumul annuel moyen de précipitations est de 821,3 mm,. Pour l'avenir, les paramètres climatiques de la commune estimés pour 2050 selon différents scénarios d’émission de gaz à effet de serre sont consultables sur un site dédié publié par Météo-France en novembre 2022.

## Urbanisme

### Typologie
Au 1er janvier 2024, Gontaud-de-Nogaret est catégorisée commune rurale à habitat dispersé, selon la nouvelle grille communale de densité à sept niveaux définie par l'Insee en 2022.
Elle appartient à l'unité urbaine de Gontaud-de-Nogaret, une agglomération intra-départementale regroupant quatre  communes, dont elle est ville-centre,,. Par ailleurs la commune fait partie de l'aire d'attraction de Marmande, dont elle est une commune de la couronne,. Cette aire, qui regroupe 48 communes, est catégorisée dans les aires de 50 000 à moins de 200 000 habitants,.

### Occupation des sols

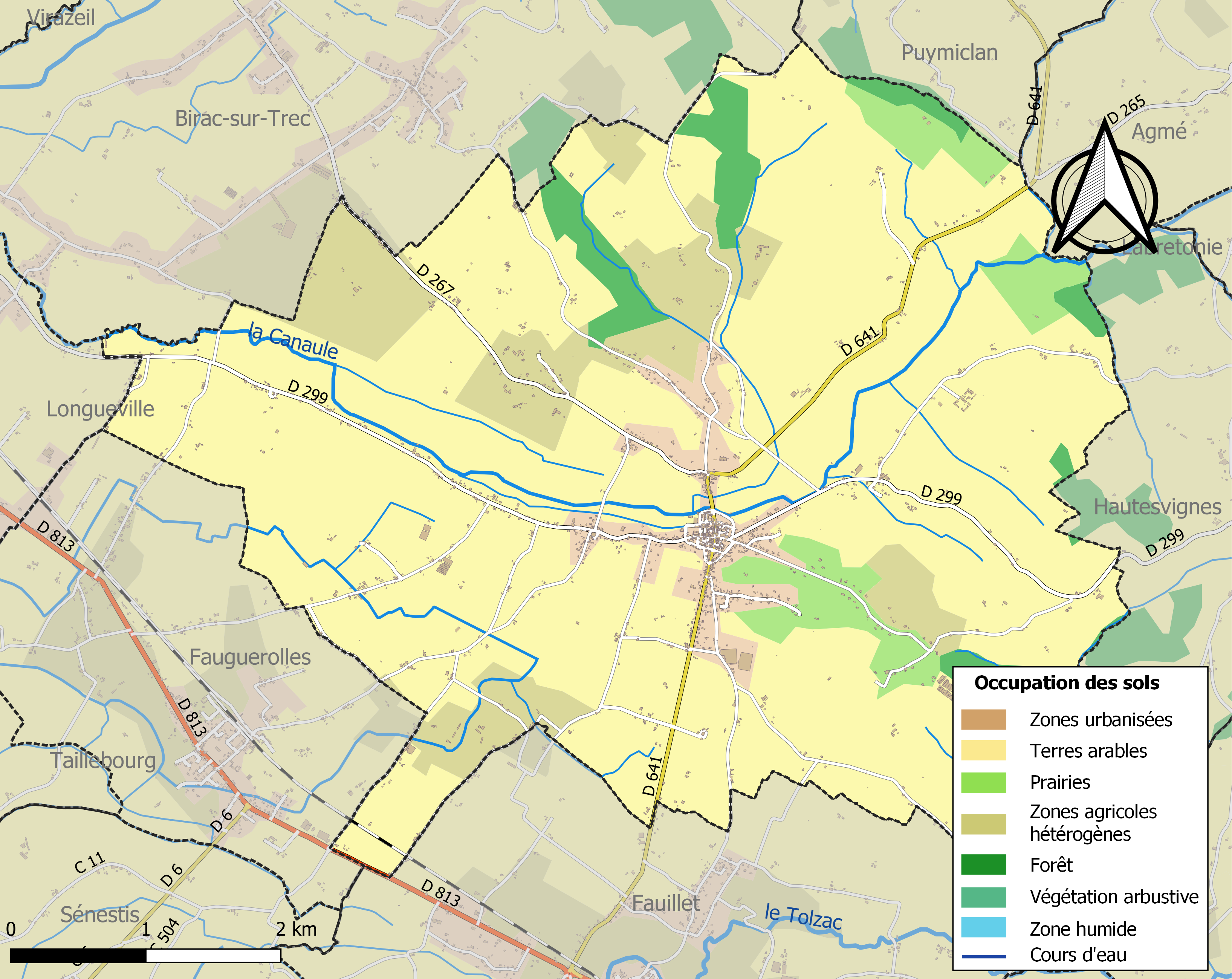
Carte des infrastructures et de l'occupation des sols de la commune en 2018 (CLC).

L'occupation des sols de la commune, telle qu'elle ressort de la base de données européenne d’occupation biophysique des sols Corine Land Cover (CLC), est marquée par l'importance des territoires agricoles (91,6 % en 2018), en diminution par rapport à 1990 (93,3 %). La répartition détaillée en 2018 est la suivante : 
terres arables (76,5 %), zones agricoles hétérogènes (10,7 %), prairies (4,4 %), zones urbanisées (4,3 %), forêts (4,1 %). L'évolution de l’occupation des sols de la commune et de ses infrastructures peut être observée sur les différentes représentations cartographiques du territoire : la carte de Cassini (XVIIIe siècle), la carte d'état-major (1820-1866) et les cartes ou photos aériennes de l'IGN pour la période actuelle (1950 à aujourd'hui).

### Risques majeurs
Le territoire de la commune de Gontaud-de-Nogaret est vulnérable à différents aléas naturels : météorologiques (tempête, orage, neige, grand froid, canicule ou sécheresse), inondations, mouvements de terrains et séisme (sismicité très faible). Un site publié par le BRGM permet d'évaluer simplement et rapidement les risques d'un bien localisé soit par son adresse soit par le numéro de sa parcelle.
Certaines parties du territoire communal sont susceptibles d’être affectées par le risque d’inondation par une crue à  débordement lent de cours d'eau, notamment la Canaule. La commune a été reconnue en état de catastrophe naturelle au titre des dommages causés par les inondations et coulées de boue survenues en 1982, 1999 et 2009,.
Les mouvements de terrains susceptibles de se produire sur la commune sont des tassements différentiels.

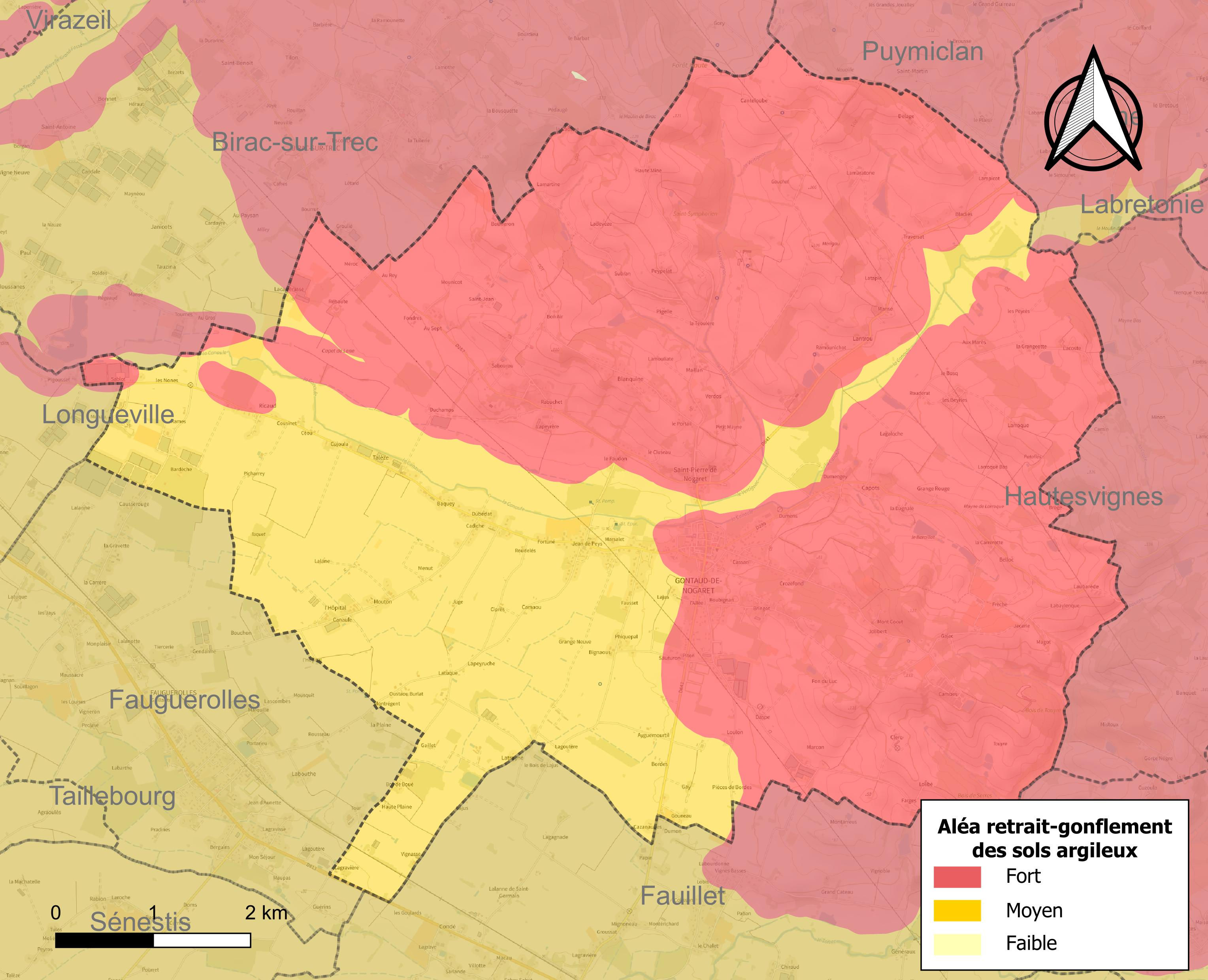
Carte des zones d'aléa retrait-gonflement des sols argileux de Gontaud-de-Nogaret.

Le retrait-gonflement des sols argileux est susceptible d'engendrer des dommages importants aux bâtiments en cas d’alternance de périodes de sécheresse et de pluie. La totalité de la commune est en aléa moyen ou fort (91,8 % au niveau départemental et 48,5 % au niveau national). Depuis le 1er octobre 2020, en application de la loi ELAN, différentes contraintes s'imposent aux vendeurs, maîtres d'ouvrages ou constructeurs de biens situés dans une zone classée en aléa moyen ou fort,.
Concernant les mouvements de terrains, la commune a été reconnue en état de catastrophe naturelle au titre des dommages causés par la sécheresse en 2003, 2005 et 2009 et par des mouvements de terrain en 1999.

## Toponymie
Le toponyme Nogaret (en occitan moderne, nogaret signifie « noiseraie ») renvoie soit à un noyer, arbre distinctif d'une ferme ou d'un lieu, soit à la noiseraie, productrice d'huile.

## Histoire
D'après la Chanson de la Croisade contre les Albigeois, la ville est détruite par le feu en 1209, ce qui explique que l'église Notre-Dame a dû être presque entièrement reconstruite après cette guerre.
D'après un document du 3 février 1252/1253, le feu prend dans les cornières de Gontaud et huit maisons sont détruites par les flammes
À la fin de la guerre de Cent Ans, Gontaud était partagé entre plusieurs co-seigneurs (dont les Gontaut, parmi bien d'autres). Jean de Melet, écuyer, rendit hommage au roi le 3 décembre 1469 pour sa part et portion de la seigneurie de Gontaut, mouvant du duché de Guienne (BNF, Fonds Périgord, tome 11, cote 257).
Le 13 juillet 1580, la ville est prise par l'armée royale commandée par le maréchal de Gontaud. Elle est mise à sac sauf la maison de Cancon (château actuel, du nom de deux des familles seigneuriales, les Verdun puis leurs héritiers Montferrand de Cancon) et la population massacrée.
Un incendie, le 10 mars 1800, a détruit tout un quartier de la ville.
Réunion des communes de Gontaud et de Saint-Pierre-de-Nogaret en 1965.

### Le château de Gontaud-de-Nogaret

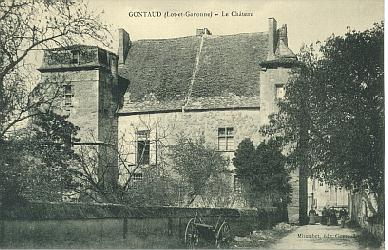
Le corps de logis est couvert de chaume.

Un document daté de 1473, après la fin de la guerre de Cent Ans, dit au sujet de Gontaud : « il n’y avait point alors ni château, ni maison pour le seigneur ». Puis on apprend dans le « Nobiliaire de Guyenne et Gascogne » en date du 5 janvier 1495 que l’écuyer Jean de Melet s’est vu accorder par le roi Charles VII la faculté de racheter le « Castel et seigneurie de Gontaud » qui avaient été vendus pour 2 500 livres à Catherine d’Anglade et son fils Jean de Verdun.
C’est donc entre 1473 et 1495 que fut construit cet édifice. Pendant les guerres de religion, le 13 juillet 1580, le maréchal Armand de Gontaud, baron de Biron, à la tête de l’armée catholique, attaque Gontaud qui est aux mains des protestants. Le château sera la seule maison épargnée par ce pillage et l’incendie du village. En effet, il appartient alors à un noble catholique : Jean de Montferrand, baron de Cancon, héritier des Verdun. Le lendemain, le château sera occupé par les soldats catholiques.
Pendant les troubles de la Fronde, le 4 décembre 1652, Gontaud sera à nouveau assiégé et pillé par deux régiments de cavalerie et d’infanterie du marquis de Biron. Là encore, le château du seigneur de Montferrand sera épargné par l’armée de Condé mais pour payer cette grâce le comptable de la communauté devra donner aux assiégeants 20 boisseaux d’Avoine et neuf d’orge.
Après les Montferrand, c’est la famille Luppe d’Arblade qui possédera le château en 1661 puis Timothée de Bacalan en 1694 qui y fera effectuer les premières réparations connues. Puis ce sera messire Jean Pellet.
Le 2 octobre 1793, les biens de la famille Pellet seront saisis et le château de Gontaud sera adjugé aux enchères publiques à la citoyenne Marguerite Degalz, veuve Martineau. Le château restera la propriété de la famille Martineau jusqu’au 6 mai 1914, date à laquelle il sera vendu à monsieur Armand de Gontaud-Biron, marquis de Gontaud et de Saint-Blancard.
Mais le château manque alors cruellement d’entretien et le 5 janvier 1949 la petite tour du côté nord s’écroule sur la rue, entraînant avec elle la moitié du corps de logis.
À partir de 1955 de nombreux propriétaires se sont succédé sans engager de grands travaux. Un travail de restauration des parties existantes a été entrepris depuis 1997 par de nouveaux propriétaires. Depuis mi-2007, la moitié du corps de logis, écroulée en 1949, a été reconstruite par des entreprises locales.

## Politique et administration

### Liste des maires
| Période                                  | Période   | Identité         | Étiquette | Qualité                                                                          |
| ---------------------------------------- | --------- | ---------------- | --------- | -------------------------------------------------------------------------------- |
| février 1986                             | mars 2001 | Gilberte Larrieu | UDF       | Conseillère générale du canton de Marmande-Est (1985-2004)                       |
| mars 2001                                | mai 2020  | Thierry Constans | SE        | Vice Président Val de Garonne Agglomération 2008-2020; juge consulaire 1997-2008 |
| mai 2020                                 | En cours  | Christian Jambon | SE        |                                                                                  |
| Les données manquantes sont à compléter. |           |                  |           |                                                                                  |

### Jumelages
Bantzenheim (France) depuis 1974

## Population et société

### Démographie
L'évolution du nombre d'habitants est connue à travers les recensements de la population effectués dans la commune depuis 1793. Pour les communes de moins de 10 000 habitants, une enquête de recensement portant sur toute la population est réalisée tous les cinq ans, les populations de référence des années intermédiaires étant quant à elles estimées par interpolation ou extrapolation. Pour la commune, le premier recensement exhaustif entrant dans le cadre du nouveau dispositif a été réalisé en 2005.

En 2022, la commune comptait 1 641 habitants, en évolution de −2,38 % par rapport à 2016 (Lot-et-Garonne : −0,18 %, France hors Mayotte : +2,11 %).
| 1793  | 1800  | 1806  | 1821  | 1831  | 1836  | 1841  | 1846  | 1851  |
| ----- | ----- | ----- | ----- | ----- | ----- | ----- | ----- | ----- |
| 2 416 | 1 017 | 1 510 | 1 184 | 1 268 | 1 324 | 1 357 | 1 370 | 1 363 |

| 1856  | 1861  | 1866  | 1872  | 1876  | 1881  | 1886  | 1891  | 1896  |
| ----- | ----- | ----- | ----- | ----- | ----- | ----- | ----- | ----- |
| 1 414 | 1 385 | 1 454 | 1 379 | 1 400 | 1 317 | 1 247 | 1 257 | 1 186 |

| 1901  | 1906  | 1911  | 1921 | 1926 | 1931 | 1936 | 1946 | 1954 |
| ----- | ----- | ----- | ---- | ---- | ---- | ---- | ---- | ---- |
| 1 128 | 1 143 | 1 068 | 926  | 953  | 926  | 943  | 913  | 944  |

| 1962 | 1968  | 1975  | 1982  | 1990  | 1999  | 2005  | 2006  | 2010  |
| ---- | ----- | ----- | ----- | ----- | ----- | ----- | ----- | ----- |
| 961  | 1 550 | 1 488 | 1 517 | 1 518 | 1 537 | 1 565 | 1 581 | 1 634 |

| 2015  | 2020  | 2022  | - | - | - | - | - | - |
| ----- | ----- | ----- | - | - | - | - | - | - |
| 1 677 | 1 630 | 1 641 | - | - | - | - | - | - |

### Vie locale
- Distributeur de billets;
- Bureau de poste;
- Tous commerces: épicerie, boucherie-charcuterie, boulangerie-pâtisserie;
- Bureau de tabac-presse, salon de coiffure, garages automobiles, agricoles et jardinage;
- Quincaillerie, droguerie;
- Cabinet médical;
- cabinet paramédicaux: kinésithérapeutique, infirmier (2), podologue;
- activités paramédicales douces: kinésiologue, réflexologue, Sophrologue;
- Pharmacie;
- Relais d'Assistance Maternelle Intercommunal, crèche familiale, MAM;
- Marché le mercredi matin sous la halle (activité momentanément suspendue);
- Marchés fermiers nocturnes et gustatifs en juillet et août;

### Enseignement
- École Maternelle : 3 classes et 80 enfants environ;
- École Primaire : 5 classes et 120 enfants environ;

### Manifestations culturelles et festivités
- Fête de la musique;

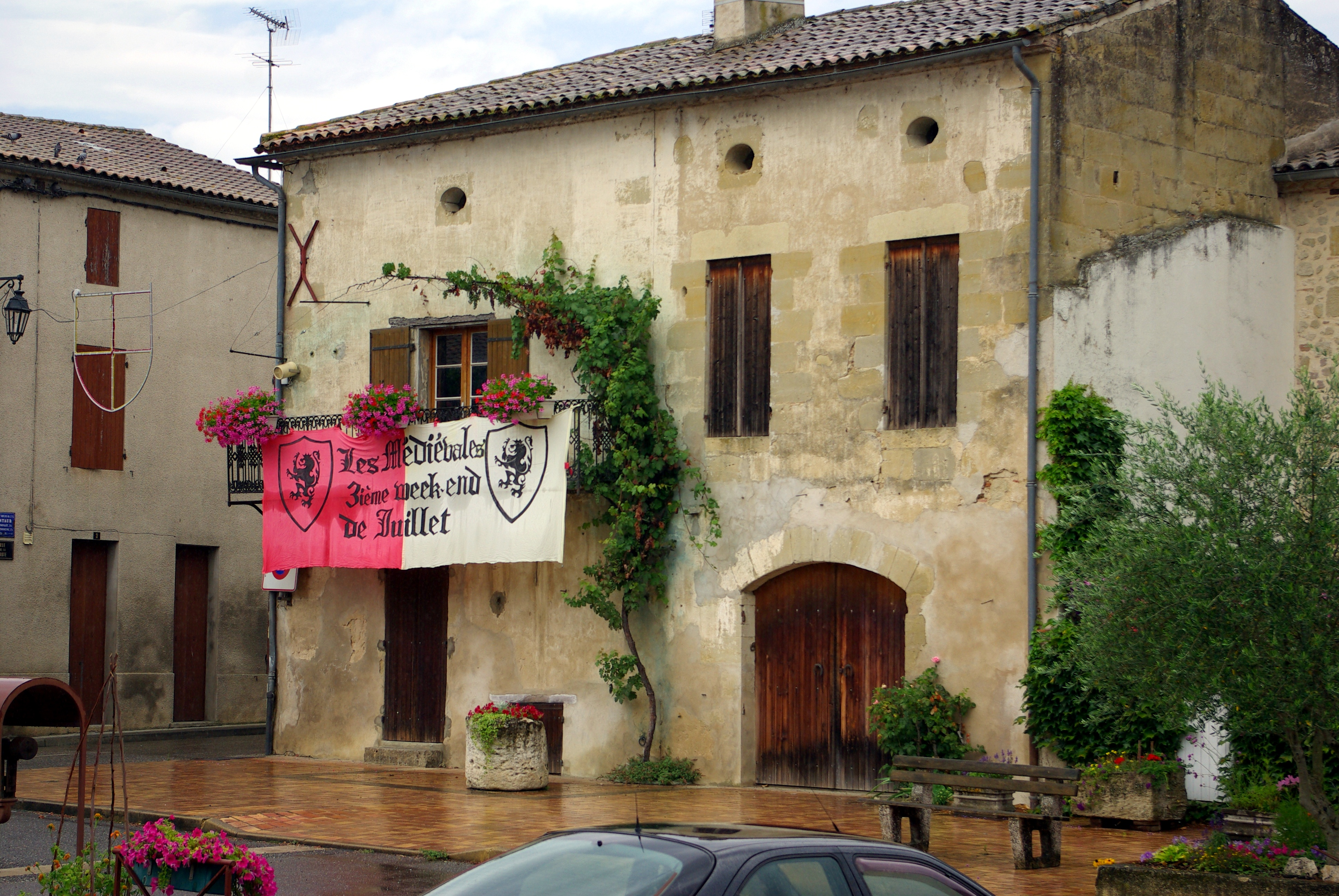
Banderole annonçant la fête médiévale en 2011 sur l'une des maisons du village.

- Concerts musicaux de printemps dans l'espace de verdure de la mairie et d'automne en l'église classée Notre-Dame-de-Gontaud ;
- Journées du moulin de Gibra;
- Messe un dimanche sur deux
- Bibliothèque municipale.

### Sports et loisirs
Associations sportives: foot, basket, vtt, cyclo, trail, tennis, gym pour tous âges, yoga, billard,

## Économie
Cette commune à vocation agricole compte soixante-trois fermes.

## Culture locale et patrimoine

### Lieux et monuments
- Église Notre-Dame de Gontaud-de-Nogaret et le presbytère. L'église a été inscrite au titre des monuments historiques en 1925[29].
- Église Saint-Martin dite église de Bistauzac de Sabourau.
- Église Saint-Pierre-ès-Liens de Saint-Pierre-de-Nogaret.
- Église Saint-Pierre le Vieux de Gontaud-de-Nogaret. Elle est inscrite à l'Inventaire général du patrimoine culturel[30].
- Église Saint-Siforin de Leu de Gontaud-de-Nogaret. Elle est inscrite à l'Inventaire général du patrimoine culturel[31].
- Halle de Gontaud-de-Nogaret (inscrite MH)
- Château de Gontaud-de-Nogaret et son jardin "médiéval" (propriété privée, inscrit MH)
- Balance et lavoir de la place de la Mairie
- Jardin et arcades de l'ancien cloître
- Remparts et maison forte
- Moulin de Gibra
- Puits de Saint-Pierre et de Blanquine
- Église de Saint-Pierre
- Château de la Roche Marais dont la construction remonte pour le gros œuvre au début du XVIIe siècle. La date gravée à la clef de l'arc du corps de passage est difficilement lisible: "1600". Mentionné comme fief sur la carte de Belleyme sous le nom le Marais, fief de la famille Bacalans.
- Châteaux de Lafitte, Bistauzac, d'Escage, de Laubesc, la maison du Faudon (propriétés privées)
- Pigeonnier de Lafitte (propriété privée)
- Église Saint-Martin de Bistauzac
- Berges arborées de la Canaule (rivière qui traverse Gontaud de Nogaret), moulin à eau du chemin de ronde et lavoir

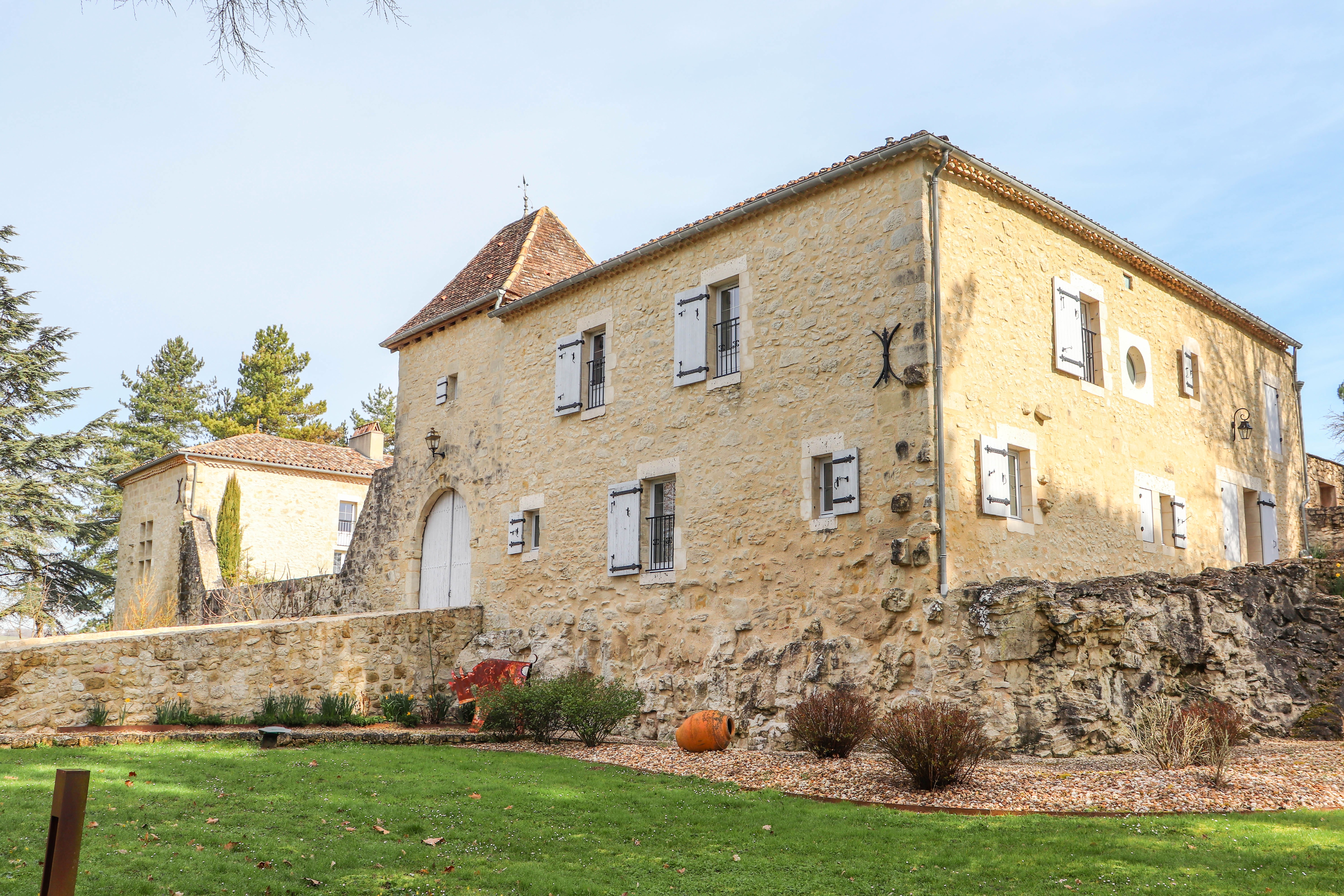
Château de la Roche Marais

- Fontaine de "Fonsalade"

### Personnalités liées à la commune
- Famille de Gontaut
- Vianne de Gontaut-Biron
- Vincent de Chausenque (1782-1868), pyrénéiste.
- Philippe Tamizey de Larroque (1828-1898), homme de lettres.
- Pierre-Étienne Daniel Campagne né en 1851 dans le château d'Escages à Gontaud-de-Nogaret, sculpteur, mort à Paris.
- Jean Carrère, journaliste et homme de lettres.
- Henri Pépin (1864-1914), cycliste amateur et professionnel, 3 tours de France (1905/07/14).
- Raoul Perpère (1907-1994), maire puis sénateur.

### Héraldique
| Blason de Gontaud-de-Nogaret | Blason  | Écartelé d’or et de gueules.                                                                |
| Blason de Gontaud-de-Nogaret | Détails | Ces armoiries sont celle des Gontaut-Biron Le statut officiel du blason reste à déterminer. |